# لیوبومیر پتروف
لیوبومیر پتروف (انگلیسی: Lyubomir Petrov; ۴ اکتبر ۱۹۵۴ – ) قایقران روئینگ اهل بلغارستان بود.
وی در مسابقات کشوری و بین‌المللی در مجموع برندهٔ ۱ مدال نقره، ۱ مدال برنز شده‌است.